# Georgij Alekszandrovics Mahatadze
Georgij Alekszandrovics Mahatadze (Oroszul: Георгий Александрович Махатадзе) (Rosztov-na-Donu, 1998. március 26. –) orosz korosztályos válogatott labdarúgó, a Kazanka Moszkva játékosa kölcsönben a Lokomotyiv Moszkva csapatától.

## Pályafutása

### Klubcsapatokban
A Kvadro és a Lokomotyiv Moszkva korosztályos csapataiban nevelkedett. 2016. május 21-én mutatkozott be a Lokomotyiv első csapatában a Mordovija Szaranszk elleni bajnoki mérkőzésen. 2016 és 2018 között három bajnoki élvonalbeli bajnoki mérkőzésen lépett pályára a Rubin Kazany labdarúgójaként. A 2017–2018-as szezonban megfordult kölcsönben a SZKA-Habarovszk csapatánál. 2018. augusztus 24-én közös megegyezéssel távozott a Rubin Kazany csapatához, majd nem sokkal később aláírt korábbi klubjához a Lokomotyiv Moszkvához, de kölcsönbe is került a Kazanka Moszkva klubjához.

### A válogatottban
Részt vett a 2015-ös U17-es labdarúgó-Európa-bajnokságon és az U17-es labdarúgó-világbajnokságon is.